# Стурнарас, Яннис
Яннис Стурнарас (греч. Γιάννης Στουρνάρας; род. 10 декабря 1956) — греческий экономист, председатель Банка Греции с июня 2014 года.
Ранее, занимал должность Министра финансов Греции с 5 июля 2012 по 10 июня 2014 года. Как представитель члена страны МВФ, входит в Совет управляющих Международным валютным фондом.

## Образование
Стурнарас получил степень бакалавра по экономике в Университете Афин в 1978 году. Степень магистра (MPhil), а позднее и степень доктора наук (DPhil) он получил в Университете Оксфорда по специальности экономическая теория и право в 1980 и 1982 годах соответственно.

## Карьера
С 1982 по 1986 год, читал лекции и работал научным сотрудником колледжа святой Екатерины в Оксфорде, также занимался исследовательской деятельностью в Оксфордском Институте энергетических исследований. Затем он вернулся в Грецию, где начал работать специальным советником в Министерстве финансов с 1986 по 2000 год, с перерывом на работу в Банке Греции с 1989 по 1994 год.
В период с 1994 по июль 2000 года занимал должность председателя Совета экономических экспертов в правительстве Костаса Симитиса. На этом посту он помог сформулировать макроэкономическую и структурную политику (в частности, в разработке программы конвергенции)политику Греции перед вступлением страны в Еврозону. Стурнарас принимал активное участие в процессе вхождения Греции в Зону Евро, за это его прозвали «Мистером Евро». Как представитель Министерства финансов формировал политику Валютного комитета ЕС (сейчас Комитет экономики и финансов). Стурнарас также проводил консультации с такими международными организациями как Международный валютный фонд, Европейская комиссия и Организация экономического сотрудничества и развития. Кроме того, в 1994—1997 годах работал заместителем председателя государственной газовой корпорации.
Стурнарас является профессором экономики в Университете Афин (куда в 2000 году пригласил преподавать и Яниса Варуфакиса). Автор публикаций в научных журналах по макроэкономике, теории оптимального налогообложения, динамики общественного займа, экономического и валютного союза, экономики энергетики, денежно-кредитной политики, искажения финансовой системы. Также состоит в должности директора Фонда экономических и промышленных исследований (IOBE), греческого «мозгового центра».

## Личная жизнь
Женат, есть двое детей.